# Michele Carnino
Michele Carnino (Cuneo, 17 novembre 1900 – Livorno, 18 gennaio 1978) è stato un ammiraglio italiano, che ricoprì l'incarico di Comandante generale del Corpo delle capitanerie di porto tra il 3 febbraio 1961 e il 17 ottobre 1965.

## Biografia

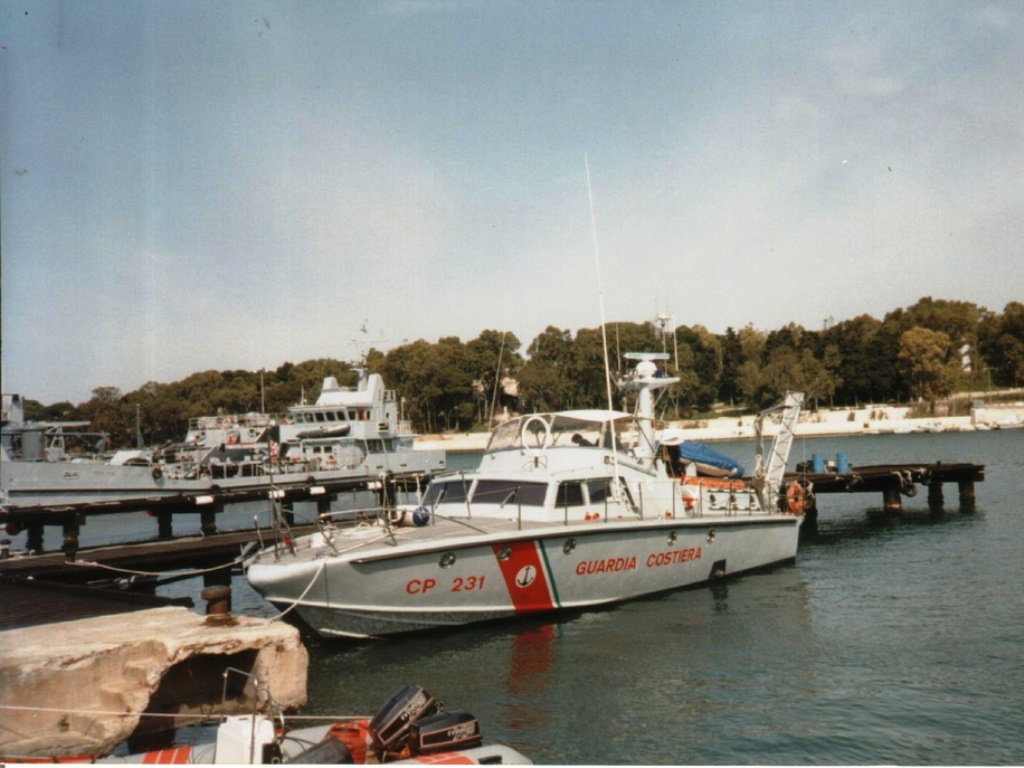
La motovedetta CP-231 della Classe 200 Super Speranza.

Nacque a Cuneo il 17 novembre 1900.  Arruolatosi giovanissimo nella Regia Marina, nel 1914, all'età di quattordici anni, inizia a frequentare la Regia Accademia Navale di Livorno. Dopo l'entrata in guerra del Regno d'Italia, avvenuta il 24 maggio 1915, frequentò i corsi per ufficiale di stato maggiore e successivamente, a partire dal 1916, prende parte alle operazioni navali, operando quindi in Africa fino al 1920. In quell'anno termina il ciclo di studi e ottiene il grado di guardiamarina, iniziando poi un ciclo di imbarchi su unità di superficie. Appassionatosi all'arma sottomarina ne ottiene l'abilitazione nel 1928, operando poi come comandante del sottomarino Narvalo (Classe Squalo) e successivamente dell'Enrico Tazzoli. Nel 1931 è trasferito in servizio nel Corpo delle Capitanerie di Porto, prestando servizio presso la Capitaneria di Genova sino al 1934. Divenuto maggiore assume l'incarico di vicecomandante del Compartimento Marittimo di Imperia, ricoprendo questo incarico fino al 1938.
Promosso tenente colonnello, dopo lo scoppio della seconda guerra mondiale prestò servizio presso lo Stato maggiore della Regia Marina, poi fu al Comando della Capitaneria di porto di Gaeta e, nel 1943, ricoprì l'incarico di Capo Servizio Marina mercantile nel Comando Superiore delle Forze Subacquee Italiane in Atlantico a Bordeaux (BETASOM).
Dopo la fine del secondo conflitto mondiale, nel 1946 assunse il comando del porto di Livorno, poi della Capitaneria di porto di Viareggio e successivamente assunse la Direzione Marittima della Toscana. Nei primi anni cinquanta del XX secolo è destinato alla direzione dell'Ente Autonomo Porto di Genova. Fino al 1954, con il grado di Generale di Porto, ebbe la Direzione Marittima di Venezia. Al termine del comando veneto, divenuto Maggiore Generale, assunse l'incarico di Direttore Marittimo della Liguria, ricoprendo tale incarico dal 1954 al 1961.
Nominato Tenente generale di Porto, il 3 febbraio 1961 fu nominato Comandante generale del Corpo delle capitanerie di porto, ricoprendo tale incarico fino al 17 ottobre 1965, data in cui per raggiunti  limiti di età lasciò il servizio attivo. Durante il suo mandato la scarsa dotazione di mezzi in servizio fu integrata con l'acquisizione delle motovedette veloci Classe 200 Super Speranza, e verso la fine del 1964 si oppose fermamente alla richiesta di smilitarizzazione del Corpo della Capinaterie di porto e la riduzione dei compiti amministrativi avanzata dai sindacati della marina mercantile. Si spense a Livorno il 18 gennaio 1978.

### Fonti
1. 1 2 3 4 5  Guardia Costiera.
2. 1 2 3 4 5 6 7  Nonnodondolo.
3. ↑  Ocean4future.
4. ↑  Giattini 2020, p. 159.
5. ↑  Gazzetta Ufficiale del Regno d'Italia n.219 del 20 settembre 1933, pag.4187.
6. ↑  Supplemento Ordinario alla Gazzetta Ufficiale del Regno d'Italia n.205 del 14 dicembre 1942, pag.3